# Бабак Іван Ілліч
Іван Ілліч Бабак (26 липня 1919, Олексіївка, Катеринославщина, УНР — 24 червня 2001, Полтава, Україна) — радянський льотчик-ас, Герой Радянського Союзу (1943), в роки німецько-радянської війни командир ланки 100-го гвардійського винищувального авіаційного полку 9-ї гвардійської винищувальної авіаційної дивізії 8-ї повітряної армії Південного фронту.

## Біографія

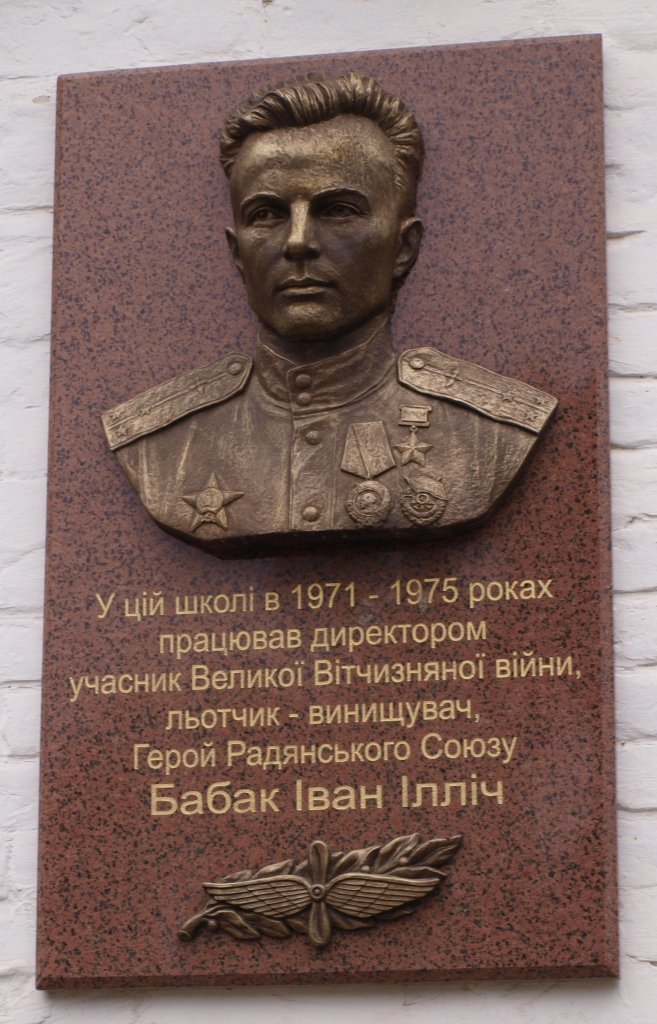
Пам'ятна дошка на будинку школи № 7 у Полтаві

Народився 26 липня 1919 р. в селі Олексіївка Катеринославської губернії (нині Нікопольського району Дніпропетровської області), УНР, у сім'ї селянина. Українець. Закінчив Запорізький педагогічний інститут і одночасно аероклуб. Працював вчителем хімії та біології.
У квітні 1942 р. Бабак закінчив Сталінградську військову авіаційну школу і вже в травні прибув на Кримський фронт, у 45-й ВАП (з 18 червня 1943 р. — 100 ГВАП), яким командував І. Дзусов. Льотчики полку воювали тоді на Як-1, виконуючи завдання з прикриття наземних військ, супроводу та штурмівки. Поступово відступаючи на схід, полк брав участь у боях на Південному, Північно-Кавказькому, Закавказькому фронтах. У цих боях сержант Бабак збив свій перший Messerschmitt Bf 109.
19 вересня 1942 року, особовий склад полку був виведений з фронту на відпочинок, поповнення та перенавчання. У грудні 1942 р. льотчики освоїли літаки Curtiss P-40 Warhawk, а на початку 1943 р. — Bell P-39 Airacobra. 9 березня вони приступили до бойової роботи з Краснодарського аеродрому. Бабаку дісталася «Аерокобра» P-39D-2, заводський номер 41-38416. У березні він збив на ній Bf-109 і Junkers Ju 87, а у квітневих боях на Кубані, що доходили до 50 боїв на день, знищив 14 німецьких винищувачів. Поряд з Фадєєвим, Покришкіним, Семенишиним він був у той час одним із найрезультативніших асів Кубанської битви. Але на початку травня важка форма малярії надовго залишила лейтенанта Бабака поза бойовими діями.
У вересні, повернувшись до полку, отримав нову «кобру» з написом: «Від школярів Маріуполя» — і вже в перший бойовий виліт збив Bf-109. Цей «мессер» він атакував з 20—30 метрів, мастило з розваленого від гарматної черги літака залило ліхтар, і садити машину довелося, дивлячись у бокове скло ліхтаря. Кілька місяців він літав у парі з молодим льотчиком П. Гучеком, що став згодом Героєм Радянського Союзу.
У бою над озером Молочне на очах сотень воїнів наземних військ четвірка Бабака протягом хвилини збила чотири Ме-109. Це був його п'ятий бойовий виліт за день, і перевтома знову викликала загострення хвороби.
Навесні 1944 року після повернення з госпіталю льотчик був призначений заступником командира з ВСР 100-го ГВАП. Брав участь у боях під Яссами та Сандомиром. Знову набравши бойову форму, результативно боровся в боях Львівсько-Сандомирської операції, збив 6 німецьких літаків. У березні 1945 р. гвардії капітан Бабак став командиром уславленого «покришкінського» 16-го ГВАП. А через кілька днів у парі з молодим льотчиком вилетів на штурмівку в район міста Лаубаш. Мотор в літаку Бабака загорівся над ціллю, і він був змушений вистрибнути з парашутом.
Іван Ілліч потрапив у полон. Ведений не зміг зорієнтуватися, і, попри інтенсивні пошуки й особистий контроль маршала Конєва, не знайшли навіть літака, що впав.
Попав на позиції ворожих артилеристів і в напівпритомному стані, обгорілий, був узятий у полон.
| — Коли втікав від лазні до літака, ордена свої я не встиг почепити, не до того було, — згадував Бабак. — Ну і вирішив видати себе за рядового льотчика. А вони слухають мої байки і сміються. Потім дають мені альбом із фотографіями наших асів-винищувачів, де на першому місці красувався портрет Покришкіна, ну і моя особистість там теж виявилася... |
Бабак був відправлений у табір для військовополонених. Інші полонені лікували його там чим могли. У полоні Іван Бабак пробув до кінця війни. Завдяки довгим зусиллям Олександра Покришкіна, він був знайдений в одному з таборів для інтернованих, де колишні військовополонені проходили перевірку, звільнений і відправлений у полк.
Допомога Покришкіна позбавила його від необхідності проведення слідства щодо обставин потрапляння у полон, однак й представлення до другої Золотої Зірки не пройшло. За час війни Бабак провів приблизно 300 бойових вильотів, особисто збив 33 і в групі 4 літаки противника. У 1949 р. гвардії капітан Бабак звільнився в запас і повернувся до вчительської діяльності: був директором однієї зі шкіл у Більську, викладав хімію. Пропрацював багато років, і ніхто в школі, ані вчителі, ані діти, не знали, що їхній викладач хімії, скромний і небагатослівний Іван Ілліч Бабак, — один із найкращих асів Другої Світової війни, особисто збив 37 ворожих літаків. Дізнавшись про це, на одній із зустрічей ветеранів 9-ї ГвІАД у Києві, Олександр Покришкін обурився:
| — Ну, знаєш, друже люб'язний, від такої твоєї скромності гординею та образою на весь світ віддає. Золоту Зірку тобі вручили не для того, щоб ти її в шкатулці ховав! Ось тобі дублікат Зірки, у мене ще є, і будь добрий носити її і пацанів на прикладі своїх подвигів виховувати. |
Пізніше Іван Ілліч переїхав у Полтаву, працював викладачем з хімії у Полтавській школі-інтернаті ім. Крупської, середній школі № 29, працював інспектором міськвиконкому, директором полтавської середньої школи № 7.
Іван Ілліч згадував про небачені за розмахом і запеклістю повітряні бої у небі Кубані у квітні — травні 1943 року, коли доводилось робити по 5–6 бойових вильотів у день; кожну хвилину падав підбитий німецький або радянський літак.
— Саме тоді ми найбільше грали в шахи.
— Але ж кожен робив в день декілька вильотів?
— Ось-ось, чергували біля літаків. Влаштовувалися під крилами й грали, чекаючи наказу на виліт. Знаєте, гра знімала психологічну напругу, а якщо ще й виграєш, то і зовсім настрій підіймається.
Де не працював, скрізь насаджував шахи, — Бабак так і каже: насаджував. Пропагував, діставав інвентар, сам вів заняття, грав. Вже на пенсії став вести шаховий гурток при кімнаті школяра. А ще був заступником голови обласної шахової федерації.
Написав книгу «Зірки на крилах» (Харків: «Прапор», 1975 р. та інші видання).
Помер 24 червня 2001 року, похований на Центральному цвинтарі у місті Полтаві.